# Lot in njegovi hčerki (Gentileschi, Getty)
Lot in njegove hčere je slika Orazija Gentileschija iz leta 1622. Izvedena v olju na platnu, velika slika prikazuje svetopisemsko zgodbo o Lotu in njegovih dveh hčerah po uničenju Sodome.
Slika prihaja iz doma Giovannija Antonija Saulija, ki je delo naročil skupaj z Danaa in Spokornica Magdalena. Od leta 1998 je v lasti muzeja Getty v Los Angelesu.

## Zgodovina
Orazio Gentileschi je bil prvotno manieristični slikar, toda po prehodu v 17. stoletje je na Gentileschija močno vplival Caravaggio. Tako kot pri Caravaggiu je tudi Gentileschi globoko uporabljal tenebrizem, slikal z modeli in delal študije iz resničnega življenja, vendar je bil, po mnenju avtorjev, tudi Gentileschi bolj zvest predstavitvi modelov. Medtem ko je caravaggiova umetnost gledalcu dovoljevala interpretacijo, je Gentileschi okrepil »preobrazbo vsakdanjega v izjemno in dramatično«. Leta 1621 se je Gentileschi preselil v Genovo na povabilo Giovannija Antonija Saulija, ki je Gentileschija poznal, ko je slikal Gentileschijevega brata. Po obljubi o zaposlitvi se je Gentileschi preselil iz Rima v Genovo in v tem času je Sauli naročil Gentileschiju, da ne naslika samo Lota in njegove hčere, temveč še dve deli Spokornica Magdalena in Danaa in zlata prha, serijo treh torej. Vse tri slike so, po izjavi Carla Giuseppeja Rattija, sobivale v isti sobi v palači Domenica Saulija in imajo poetično čutno naravo.
Gentileschi je sledil trendu slikarjev tistega časa in ustvaril več različic vsake slike. Izsleditev genoveške zbirke in s pomočjo rentgenskih žarkov je bila slika Lota in njegovih hčera, ki jo je pridobil muzej Getty, uveljavljena kot glavna različica Gentilschia.
Obstaja tema, ki povezuje triado omenjenih del. Kombinacija je čudna, saj vsaka slika obravnava različne cikle zgodovine in posamezne teme. Te teme so iz Stare zaveze, Nove zaveze, ena pa je iz klasične poganske mitologije. Avtorji navajajo tudi argument, da je lahko vsako od del erotično (Danaa), moralno (Lot in njegove hčere) in izrazito predano (Spokornica Magdalena). Medtem ko so vse tri povezane s temami, ki vključujejo ženske, dve sliki vključujeta ležečo dolgo figuro - spokornica Magdalena in Danaa. V nasprotju s tem Lot in njegove hčere zavzemajo večpomensko pripoved. Ležeči figuri si medsebojno dramatično nasprotujeta, medtem ko se zdi, da je Lot srednja točka med obema skrajnostma. To bi lahko bil poskus potrditve širokega obsega dela, ki ga je bil zmožen Gentileschi in zagotovo je pripomogel k njegovi priljubljenosti po zaključku treh del. Na žalost sta le dve od treh del – Danaa in zlata prha in Lot in njegove hčere - ostali skupaj. Spokornica Magdalena je bila prodana zasebni zbirki. Tako Danaa kot Lot sta v Gettyju druga ob drugi.

## Opis
Lot in njegove hčere je krajinska slika v olju na platnu, ki meri 1,5 x 1,87 m. Slika vsebuje tri figure, Lota in njegove hčere, postavljene v središče in obkrožene s pokrajino. Vsi trije so oblečeni v sodobna oblačila, ki bi jih nosili v vsakdanjem življenju 17. stoletja, zagotovo ne v oblačilih, ki so jih videli v bronasti dobi v mestu Sodoma 1200 pr. n. št. Lot je v središču, njegovi dve hčerki pa sta ob strani. Je v zgrbljenem položaju, naslonjen z glavo v naročju hčerke na levi strani, medtem ko se je hči na desni strani naslonila nanj za podporo. Medtem ko leži, ni gotovo ali Lot spi, prestrašen zaradi groze, ki se je dogajala v Sodomi ali preprosto pijan. Gledalcu njegov izraz na obrazu ni popolnoma viden, vendar ima zaprte oči in obrvi nagubane, kar navaja na nelagodje, ki ga čuti, ne glede na to ali je posledica zastrupitve ali reakcije na zvoke Sodome. Desna roka mu mlahavo pada čez nogo hčerke, na kateri leži in je brez napetosti. Je tudi v polovičnem položaju ploda in njegovo telo se zdi sproščeno v primerjavi z napeto naravo njegovih dveh hčera. V srajci, ki jo Lot nosi, je mešanica realizma in umestitve. Na zgornjem delu telesa se tkanina prilega proti telesu, gube pa so verjetne. Ko oko zaide na njegove noge, Gentileschi ustvari nenavadno postavitev oblačila na Lotovo stegno. Oblačilo ima gube in stoji pokonci na način, ki ne kaže na nekoga, ki leži. Skoraj kot da bi ga Gentileschi tako naslikal zgolj zato, da bi poudaril svojo sposobnost risanja zapletenih draperij.
Zdi se, da hči na levi strani gledalca Lota ščiti, medtem ko komunicira s prizorom, odrezanim od slike. Ziba očetov zgornji del telesa in ga z desno roko ščiti, mu povabi glavo v naročje, ter projicira svoje telo naprej, nagnjeno nad očeta in proti sestri. Zdi se, da nestrpno kaže v daljavo in angažira svojo sestro, da pogleda na uničenje, ki se dogaja v Sodomi, ne vidi gledalca; medtem ko je njeno telo napolnjeno z dinamičnimi gibi, njena roka leno kaže, kar je rahlo opozorilo na način, kako je Adamov prst iztegnil Michelangelovo Stvarjenje Adama. Ne le, da v njenem prstu primanjkuje napetosti, ampak ima hči na videz apatičen odziv na obrazu. Zdi se ne šokirana in ne žalostna, ampak kot da samo govori sestri 'hej, glej'. To bi lahko pripisali dejstvu, da so v svetopisemski zgodbi Lot in njegove hčere verjeli, da bodo edini preživeli uničenje. Gentileschi bolj skrbi za vlivanje strahu in začudenja v njeno telo in konča z apatijo v roki in izrazu obraza. S tem Gentileschi zacementira opomin, da Lot in njegove hčere vedo, da bodo na koncu v redu. Skupaj s telesom je njena obleka dinamična v gibanju kot pri sestri na desni. Gentileschi poveča gube na njeni obleki in ustvari fizično telo pod maso materiala, ki kaže njegovo obvladanje pri ustvarjanju realističnih upodobitev telesa pod oblačili. Na primer, čeprav hčerkina desna noga gledalcu ni vidna, je iz ogrinjala oblačila razumljivo, da je njena desna noga prekrižana in zataknjena pod levo nogo in glavo njenega očeta.
Hči na desni strani gledalca se v strahu nasloni stran od tistega, na kar kaže hči na levi, ko se za oporo naslanja na očetovo telo. Njen obraz, nekoliko odmeven, gledalca ne vidi, ko jo Gentileschi postavi nazaj k nam. To omogoča gledalcu, da se osredotoči na položaj telesa in oblačil. Njeno gibanje telesa kaže, da se obrača proti svoji družini in zdi se, kot da je v postopku varnostnega kopiranja, medtem ko ima desno nogo visoko upognjeno k prsim, kar zagotavlja zaščito in kot da noga zagotavlja odmik od nevidne slike. Ta hči je izrazito manj oblečena kot Lot in hči na levi, ko ji oblačilo pade z ramen. Gentileschi skrbi za opazovanje gub na tkanini s tretmaji senčenja, ki kažejo na valovito naravo oblačila. Gledalec lahko domneva, da je oblačilo padlo, medtem ko sta Lot in njegovi hčerki dirkali po pokrajini v iskanju zatočišča. Glede na položaj v tej kompoziciji bi bila ta hči najbližja uničenju, ki se je odvijalo v Sodomi, in bi lahko povzročilo, da je hitela, kar bi pripeljalo do njenega razmršenega videza. Hči ima v primerjavi s sestro in očetom tudi na videz na pogled, kot da bi bila, če bi se iztegnila, nižja od ostalih dveh.

## Več inačic
Medtem ko je v muzeju J. Paula Gettyja eden najpomembnejših delov kariere Gentileschija, obstaja vsaj sedem naslikanih različic in ena gravura tega dela. Različico, ki je v Gettyju, so zamenjali z drugo različico, ki je videti skoraj enako, pa tudi z različico, ki se nahaja v berlinskem državnem muzeju. Različica v berlinskem muzeju je še posebej zanimiva zaradi dejstva, da je sestava skoraj enaka, vendar je pomembna opomba, da se barve oblačil obeh hčera preklapljajo med različico v Gettyju in različico v Berlinski muzej.
Lot in njegove hčere, ki trenutno stoji v berlinskem muzeju, ima popolnoma enako figuralno kompozicijo kot tista v Gettyju. Lot je v naročju hčerke na levi, ko kaže na Sodomo, hčerka na desni pa se oddalji od pogleda v istem položaju. Vendar hči na levi nosi rumeno obleko, hčerka na desni pa rdečo obleko, ki aktivno spreminja razpoloženje slike.

## Simbolizem
Preprosta kompozicija Gentileschija je napolnjena s subtilnimi, a močnimi oblikami simbolike, ki sestavljajo tako posamezen kos kot tudi združevanje preostalih dveh kosov v kompletu. Uporaba osnovnih barv je presenetljiva značilnost same sestave. Gentileschi uporablja primarni barvi rdečo rumeno in modro in daje vsaki figuri v sestavi svojo barvo. Lot dobi modro, hči na levi dobi rdečo, hči na desni pa rumeno. Atribut barve se zdi nepomemben, vendar so te barve edine barve, ki jih ni mogoče ustvariti z mešanjem drugih barv. So osnova za vsako barvo, ki se lahko pojavi na barvnem krogu, in smiselno je, da bi Gentileschi vsaki figuri dal te barve, ker so v zgodovini Lota in njegovih hčera edini posamezniki, ki preživijo svet, kot ga poznajo in se mora ponovno naseliti. Gentileschi lahko uporablja barvo kot simbol za izvor, s čimer poskrbi, da gledalec ve, da so Lot in njegove hčere rodovniki "njihovega sveta".
Golota ima v kosu tudi simbolično vlogo in opazen je padajoči vrstni red, pri katerem se količina oblačil na slikah zmanjša od leve proti desni. Hčerka na levi je najbolj oblečena, nato Lot kaže več kože, nato pa se hči na desni skoraj razkrije. Ko Lotove hčere dojamejo, da na zemlji ni več moških, ki bi se lahko razmnoževali, sestavijo načrt, kako bi očeta napile dva zaporedna dneva, in ko bi bil pijan, bi ležala z njim, da bi zanosile. Gentileschi napoveduje incestno zvezo, v kateri bodo sodelovali Lot in njegove hčere, tako da bo ustvaril kombinacijo več prizorov zgodbe. Kombinacijo prizorov na sliki sestavljajo hčere, ki gledajo v daljavo in njihova odločitev za spolni odnos z očetom, kar dokazuje Lotova pijanost in hči na desni že v skrb vzbujajočem postopku.
Vključitev fizičnega simbola v delu prikazuje Gentileschijev pridih pri kombiniranju tako dobesednih kot figurativnih simbolov na sliki. Dobesedni simboli so omejeni na vrč in skodelico v spodnjem levem kotu slike. Vrč je odprt, prevrnjen in prazen ob skodelici, ki je prav tako prazna in se sklicuje na zaroto, ki so jo sklenile hčere, da bi Lota napile. Nanaša se tudi na izgubo čistosti obeh hčera. Ko sprožita svoj načrt, so to začetki procesa postajanja nečistosti, saj bosta kmalu izgubili nedolžnost. Dobesedni simboli, ki se nanašajo na zgodbo, so po naključju tisti, ki jih je Gentileschi najbolj 'skril', ko so bili zaprti v kot. Medtem pa so najbolj subtilni - na primer izbira barve in slutnja - tiste, ki gledalca opozorijo na neznano. Možno je, da je Gentileschi to namerno storil, da bi ustvaril pesniško kompozicijo.